# Жарко, Фёдор Аврамович
Фёдор Авра́мович Жарко́ (укр. Федір Аврамович Жарко; 4 (17) июня 1914, Пруссы — 17 июля 1986, Киев Украинская ССР) — украинский советский фольклорист, бандурист, исполнитель украинских народных дум. Заслуженный артист Украинской ССР (1969).

## Биография
В 1936 году окончил Черкасский педагогический институт (ныне Черкасский национальный университет имени Б. Хмельницкого). Работал учителем математики в школах Киевской области.
Участник Великой Отечественной войны. Попал в плен под Киевом, но был отпущен, так одна из учительниц его школы узнала его и сказала, что это её муж. В Барышевке, во время войны должен был работать, поскольку числился военнопленным и в случае отказа он и его семья были бы расстреляны.
С 1944 года участвовал во всесоюзных музыкальных олимпиадах, и после победы на одном из конкурсов, который проводился в Большом театре в Москве, стал солистом в капеллы «Думка». В 1946 и в 1953—1974 годах — солист Государственной капеллы бандуристов УССР.
В 1946 году по доносу был арестован и выслан в ссылку на 10 лет в Иркутскую область и на Колыму. Освобождён в 1953 году.

## Творчество
В репертуаре Жарко были украинские народные песни и думы, песни и думы литературного происхождения (на слова Т. Шевченко, И. Франко, М. Рыльского и др.). Положил на музыку стихи А. Олеся («Печенізька облога Києва»), А. Пархоменко («Про Аскольда і Діра»), переводы Шевченко отрывков «Слово о полку Игореве» ((«З передсвіта до вечора» и «Плач Ярославны») и др.
Составитель нескольких сборников украинских народных песен в сопровождении бандуры под названием «Українські народні пісні з репертуару Федора Жарка» (1967, 1969, 1983).

## Избранные публикации
- Художник-бандурист (Г. К. Ткаченко) // Музика, 1978, ч. 2
- Українські народні пісні для голосу в супроводі бандури. — К. 1967, 1969